# Põlula
Pour les articles homonymes, voir Poll.
Põlula (en allemand : Poll) est un village d'Estonie situé dans la commune rurale de Rägavere, dans le comté de Viru-Ouest.
Põlula est mentionné pour la première fois en 1241 sous le nom de Pøllula.

## Population
Au 31 décembre 2011, le village comptait une population de 63 habitants.

## Pisciculture
Põlula est connu pour son écloserie ichtyologique qui est la seule institution publique du genre en Estonie. L'écloserie travaille dans un contexte de protection de l'environnement et de la nature afin de sauvegarder les espèces de poissons menacées des rivières estoniennes. L'accent est principalement mis sur l'élevage de jeunes saumons.

## Personnalités liées au village
- En 1820, le compositeur Johann Friedrich Bonneval Latrobe et Alwine Marie von Stackelberg se marient à Põlula[3].
- Põlula est le berceau du facteur d'orgues germano-estonien Gustav Normann (de) (1821-1893).
- De Põlula est issu aussi l'écrivain germano-balte Ursula Zoege von Manteuffel (1850-1910)[4], connue plus tard sous le nom d'Ursula Trebra-Lindenau.
- L'homme politique estonien Oskar Köster (de) (1890-1941) possédait une propriété à Põlula. Il l'avait reçue du nouvel État estonien en récompense de son action lors de la guerre d'indépendance de l'Estonie.

## Postérité
La poétesse germano-balte Oda Schaefer (1900-1988) visite Põlula peu de temps avant la fin de la domination russe en Estonie et décrit la localité dans ses mémoires. Cette histoire a inspiré son petit-neveu, le réalisateur allemand Chris Kraus pour son film Poll (2010).